# Guangdžov
Guangdžov (poenostavljeno kitajsko: 广州; tradicionalno kitajsko: 廣州; pinjin: Guangzhou; kantonska izgovorjava: [kʷɔ̌ːŋ.tsɐ̂u] ali [kʷɔ̌ːŋ.tsɐ́u] (); mandarinska izgovorjava: [kwàŋ.ʈʂóu] ()), poznan tudi kot Canton in alternativno romaniziran kot Kvangčov (Kwangchow)  je največje mesto in prestolnica province Guangdong v južni Kitajski.

## Geografija in administracija
Guangdžov leži ob Biserni reki, okoli 120 km severozahodno od Hong Konga in 145 km severno od Macaa.
Velemesto ima položaj prefekturnega in podprovinčnega mesta.

## Poselitev
Guangdžov je tretje največje kitajsko mesto ter največje mesto v južni osrednji Kitajski. Upravno mestno območje naj bi 2014 poseljevalo 14,08 milijona ljudi. Ocene za celotno delto Biserne reke je 44 milijonov ljudi; vključeno je 9 guangdžovskih mestnih okrajev: Šendžen (10,36 milijona), Dungguan (8,22 milijona), Džongšan (3,12 milijona), večina Fošana (7,20 milijona), Džjangmen (1,82 milijona), Džuhaj (0,89 milijona) in del Huidžova - Hujang (0,76 milijona). Območje skupaj z Dungguanom in Šendženom meri ok. 17.573 km 2. Guangdžov je najbolj poseljeno metropolitansko območje na svetu. Tu biva več kot 54 milijonov ljudi, brez upoštevanja bližnjega Hongkonga.